# Fireside
Fireside ist eine Rockband aus Nordschweden. Sie entstammen der Hardcoreszene, ihre Musik wandelte sich im Laufe der Zeit allerdings und nahm Stilelemente verschiedener Genres auf (auch abseits der Rockmusik), wobei der Klang einzelner Alben nach wie vor recht stark variiert.

## Bandgeschichte
Gegründet wurden Fireside in Luleå, jedoch zogen die Bandmitglieder bald nach Stockholm um. Für ihr zweites Album Do Not Tailgate aus dem Jahr 1995 gewannen sie einen schwedischen Grammy in der Kategorie Rock. In den USA wurde dieses Album daraufhin von Rick Rubins Label American Recordings veröffentlicht. Im Jahr darauf waren sie die erste schwedische Band überhaupt, die am Lollapaloozafestival teilnahm.
Während die ersten Alben selbst produziert wurden (Gitarrist Pelle Gunnerfeldt besitzt ein eigenes Studio, in dem er bereits unter anderem mit den Hives und Last Days of April aufnahm), nahm sich dem fünften regulären Album Get Shot Kalle Gustafsson Jerneholm von The Soundtrack of Our Lives an.
Kristofer Åström hat außerhalb von Fireside mehrere Soloalben eingespielt. Die darauf enthaltene Musik wird häufig mit der von Elliott Smith verglichen.
Nachdem die Band eine jahrelange Pause eingelegt hatte, begannen Fireside in den 2010er Jahren wieder Livekonzerte zu spielen, und die bis dato veröffentlichten Alben wurden auf Vinyl wiederveröffentlicht. Im Oktober 2022 erschien mit Bin Juice dann auch ein neues Album der Band, von deren vorheriger Besetzung allerdings nur noch Åström und Gunnerfeldt übrig waren. Fest zur Band stieß dafür Bassistin/Sängerin Kate Breineder.

## Diskografie

### Alben
| Jahr | Titel           | Höchstplatzierung, Gesamtwochen, AuszeichnungChartsChartplatzierungen (Jahr, Titel, Platzierungen, Wochen, Auszeichnungen, Anmerkungen) | Anmerkungen |
| Jahr | Titel           | SE | Anmerkungen |
| ---- | --------------- | --- | ----------- |
| 1995 | Do Not Tailgate | SE40 (2 Wo.)SE |             |
| 1997 | Uomini D’Onore  | SE10 (3 Wo.)SE |             |
| 2000 | Elite           | SE40 (1 Wo.)SE |             |
| 2003 | Get Shot        | SE18 (3 Wo.)SE |             |

Weitere Alben
- 1994: Fantastic Four
- 1998: Hello Kids (B-Seiten und Cover)
- 1999: Fantastic Four – Remixed
- 2022: Bin Juice

### Singles
| Jahr | Titel                       | Höchstplatzierung, Gesamtwochen, AuszeichnungChartsChartplatzierungen (Jahr, Titel, Platzierungen, Wochen, Auszeichnungen, Anmerkungen) | Anmerkungen |
| Jahr | Titel                       | SE | Anmerkungen |
| ---- | --------------------------- | --- | ----------- |
| 1996 | Left Rustle Do Not Tailgate | SE42 (2 Wo.)SE |             |
| 1997 | Sweatbead Uomini D’Onore    | SE42 (5 Wo.)SE |             |